# Protomutilla
Protomutilla (лат., от др.-греч. πρωτο- «прежде» и Mutilla) — ископаемый род ос-немок из подсемейства Kudakrumiinae.

## Распространение
Европа.

## Описание
Ископаемый род из балтийского янтаря. Глаза в коротких волосках. Лобные кили не развиты. Стридуляционный аппарат развит слабо. Второй сегмент брюшка без опушённых бороздок на боках тергита и стернита. Глазки у самок не развиты. Коготки самок без зубцов.

## Систематика
9 видов.
- Protomutilla archaeotrichosoma Lelej, 1986
- Protomutilla castanea
- Protomutilla dentata  Bischoff, 1916
- Protomutilla incerta
- Protomutilla megalophthalma Bischoff, 1916
- Protomutilla nana
- Protomutilla rasnitsyni Lelej, 1986
- Protomutilla succinalis
- Protomutilla succinicola